# Gustaf Levin
Carl Otto Gustaf Levin, född 10 november 1860, Muskö, sjökapten i Kongostaten. Sannolikt död i augusti 1895.
Gustaf Levin var tredje barnet i en syskonskara av sju. Hans föräldrar var löjtnant Pehr Magnus Gustaf Levin (1837-1866), som lär ha dött i gula febern utanför Sierra Leone, och Eva Magdalena Selma Sandels (1838-1905).

Gustaf Levin tjänstgjorde i Kongostaten från 1 april 1883 till 1 februari 1884 som ångbåtskapten, där han arbetade som en av flera svenskar som deltog i Henry Morton Stanleys expeditioner. Han var vid denna tid 24 år och påstods redan ha tillbringat 12 år till sjöss, vilket låter som en lätt överdrift. Bland annat hade han 
gått i kustfart på Kinesiska havet, seglat på de stora amerikanska insjöarna, dubblerat både Kap Horn och Godahoppsudden. 
Under sin tid i Kongo förde han ångaren La Belgique på Kongofloden i Nedre Kongo. Även hans lillebror Samuel August Levin, född 21 maj 1863, tjänstgjorde i Kongostaten som sjökapten men först ett årtionde senare. Gustaf Levin fick dock avsked från sin tjänst i februari 1884 efter tio månaders tjänstgöring vilket lär ha berott på att han vägrade ta ombord smittkoppspatienter. Levin reste då till Kamerun och deltog i Georg Waldau och Knut Knutsons expedition i fyra månader. Georg Waldau var hans syssling, morfar Lars August Sandels (1803-1845) var bror till Waldaus morfar Knut Wilhelm Sandels (1808-1860). En vattenkälla har namngetts efter Levin, "Levin spring". I augusti 1884 var han åter i Sverige och sålde då en samling föremål till Riksmuseet vilken numera finns på Etnografiska museet. År 1909 sålde en "G. Levin" ytterligare en etnografisk samling till Göteborgs etnografiska museum. Det är inte verifierat att det verkligen är samma Levin. Eftersom det finns uppgifter om att en sjökapten Gustaf Levin drunknade 1895 kan man anta att det är en släkting som sålt samlingen från G. Levin.